# Lago Fewa
O lago Fewa, também grafado lago Phewa (em nepalês: फेवा ताल; romaniz.:  Phewa Tal) é um lago de água doce do Nepal, situado a sul do maciço do Annapurna, na parte sul do vale de Pokhara, que inclui a cidade de Pokhara, além de partes de Sarankot e Kaskikot. Embora de origem natural, existe uma barragem artificial que controla a reserva de água, pelo que é classificado como um lago semi-natural. É o segundo maior lago do Nepal e o maior da zona de Gandaki (seguido do lago Begnas).
O lago situa-se a 793 metros de altitude e cobre uma área de 5,23 km², com uma profundidade média de 8,6 m e máxima de 24 m. A sua capacidade máxima é de aproximadamente 43 000 000 m³. O maciço do Annapurna situa-se apenas a 27 km em linha reta. O lago é famoso pelos reflexos na sua superfície do Machhapuchhre e outros grandes picos do Annapurna e Dhaulagiri. Numa ilha do lago encontra-se o templo e santuário hindu de Taal Barahi.
O lago Fewa é uma das imagens de marca de Pokhara, cuja área turística, onde se encontra a maior parte dos hotéis, restaurantes e comércio orientado para os turistas, se estende ao longo da margem nordeste do lago — o chamado Lake Side — e junto à barragem — o chamado Dam Side, a leste da extermidade oriental. Na barragem há uma central hidroelétrica e numa parte do lago há viveiros de peixe.